# Integratives Schulentwicklungsprojekt
Als Integratives Schulentwicklungsprojekt (ISEP) wurde in Baden-Württemberg die Möglichkeit bezeichnet, Kinder mit besonderem Förderungsbedarf einzeln zusätzlich unterstützt am Unterricht in einer allgemeinen Schule teilnehmen zu lassen.
ISEPs wurden auf Initiative der Schulen selbst eingerichtet, wenn das zuständige Schulamt dies genehmigte und die personellen Ressourcen vorhanden waren. Das erste offizielle ISEP-Projekt wurde 1998 in der Gottfried-von-Spitzenberg-Schule der Gemeinde Kuchen entwickelt und ab dem Schuljahr 1999/2000 verwirklicht. An Montessorischulen gab es schon vorher ähnliche Ansätze.
Grundlage war ein 1994 explizit in die Landesverfassung aufgenommenes Diskriminierungsverbot sowie ein Beschluss des Bundesverfassungsgerichts im Jahr 1997, das die Schulen zur integrativen Erziehung verpflichtete. Es folgte eine Änderung des baden-württembergischen Schulgesetzes im Jahr 1997, in dem die Möglichkeit, Kinder mit Förderungsbedarf an allgemeinen Schulen unterrichten zu können, einen rechtlichen Rahmen fand. Mittlerweile (2009) jedoch wurden in Baden-Württemberg die ISEPs „ausgeschlichen“, aus Geldmangel, wie es hieß.
Ein ähnliches Projekt existiert in Nordrhein-Westfalen, der Schulversuch Gemeinsamer Unterricht in der Sekundarstufe I.